# Sultanato de Delhi
Sultanato de Delhi es la denominación usado para designar a cinco dinastías de corta vida de la India, sultanatos con capital en Delhi, las tres primeras, de origen túrquico. Cubren el periodo 1206-1526, y fueron sucedidas por el Imperio mogol. Las cinco dinastías fueron:
- Dinastía ghulam (1206-1290)
- Dinastía Khilji (1290-1320)
- Dinastía tughlaq (1320-1414)
- Dinastía sayyida (1414-1451)
- Dinastía Lodi (1451-1526)

Qutb-ud-din Aibak, un antiguo esclavo de Muhammad de Gur, fue el primer sultán de Delhi, y la dinastía que él fundó conquistó grandes áreas del norte de la India. Luego, la dinastía Khilji, fue capaz de conquistar la mayor parte de la India central, pero ambas fallaron en unir el subcontinente indio. El sultanato se hizo notar por ser de los pocos estados que derrotaron repetidamente al Imperio mongol.
El Sultanato marcó el comienzo de un periodo de renacimiento cultural de la India. La fusión resultante de las culturas indo-musulmanas dejó duraderos monumentos sincréticos en arquitectura, música, literatura, religión y vestido. En 1526, el sultanato de Delhi fue absorbido por el emergente Imperio mogol.

## Dinastías

### Dinastía mameluca o de los Esclavos (1206-1290)
Muhammad de Gur fue el príncipe ghuri que planeó y realizó una campaña en el noroeste de la India, extendiendo su estado hacia el sur, a expensas de los gaznávidas hasta la ciudad de Lahore y cuyo dominio abarcó el valle del Indo, gran parte de Rajastán, el Punjab y la llanura del Ganges. Muhammad regresó a Gur y tras su muerte en 1206, uno de sus generales, Qutb-ud-din Aibak, se proclamó gobernante independiente de esta parte del reino y gobernó desde Delhi. Esto marcó el comienzo del periodo conocido como el Sultanato de Delhi.
Su descendencia es conocida como Dinastía mameluca o de los Esclavos, debido a que él y varios de los sultanes que reclamaron la sucesión fueron originalmente esclavos militares. Aibak reprimió las revueltas internas y trató de asegurar las fronteras del noroeste; para evitar la invasión del Punjab, trasladó la capital a Lahore. Su reinado duró poco, pues murió repentinamente en 1210 en un juego de polo.
Aibak comenzó la construcción del Qutab Minar, la cual fue completada por Iltutmish, su yerno y sucesor. El sucesor legítimo de Aibak era su hijo Aramshah, pero los nobles prefirieron a Iltutmish. Iltutmish fue quien expandió el imperio, regresó la capital a Delhi y estableció un ejército sumamente organizado. Las invasiones mongolas tuvieron lugar durante su reinado, pero Iltutmish pudo hacerles frente. Su mayor contribución fue la introducción de una moneda de plata, conocida como tanka, precursora de la rupia. También completó la construcción del Qutub Minar, considerado uno de los minaretes más altos del mundo.
En 1236, Iltutmish fue sucedido por su hija Raziyyat quien, a pesar de la rotunda oposición de los nobles de la corte, fue una buena administradora, y la primera mujer soberana de la India. Su supuesta relación con su asesor, Jamal-ud-Din Yaqut, dio a los nobles la excusa para rebelarse. Después de que Yaqut fuera muerto, y Razia encarcelada, ella se casó con Altunia, gobernador de Bhatinda, pero fue asesinada por los nobles en 1240. Las intrigas cortesanas tanto de túrquicos como de afganos continuaron en su apogeo hasta la aparición de Balban quien ascendió de ministro hasta convertirse en sultán en 1265. Fue un gran sultán, devoto sufí y muy respetado; trató de consolidar el imperio, por lo que conformó un ejército bien equipado con el fin de proteger su reino de rebeliones internas e invasiones externas. Balban murió en 1286 y fue sucedido por uno de sus nietos, Muiz-ud-din Qaiqabad, quien fue asesinado en 1290. Ante las constantes revueltas de los territorios conquistados y las rivalidades familiares por su sucesión, la Dinastía Mamluk llegó a su fin tras la muerte de Qaiqabad.

### Dinastía Khalji (1290-1320)
El Sultanato de Delhi sobrevivió y, aunque Balban no fundó una dinastía, otro grupo turco, proveniente de Afganistán, subió al poder en 1290. La dinastía Khalji fue la segunda dinastía musulmana del sultanato de Delhi; utilizaron su origen para ganar la lealtad de los nobles afganos descontentos, quienes se sentían menospreciados por los sultanes anteriores. Los khaljis también concedieron importantes puestos a los musulmanes indios, revirtiendo así la política impuesta por Balban. La dinastía tuvo sus altibajos provocados por las rebeliones y campañas en contra de los rajputs y los mongoles; sin embargo, sus cimientos habían sido sólidamente construidos por Balban, por lo que los khaljis sólo tuvieron que reforzarlos, defendiéndose con mayor firmeza.
El primer gobernante de esta dinastía fue Jalal-ud-din Firoz Shah Khilji, de setenta años; era de carácter débil, y adoptó una política indulgente hacia los mongoles. Durante su gobierno, su sobrino Ala-ud-din realizó una incursión al oriente de la India y el Decán. Después de derrotar al rey de Devagiri en 1296, regresó al norte con grandes cantidades de oro e hizo asesinar a su tío. El reinado de Ala-ud-din constituyó la cima del poderío político del sultanato, gracias a la expansión de su territorio y a la introducción de numerosas reformas. En el ámbito económico, decidió revocar todas las concesiones hechas por sultanes anteriores, se hizo un nuevo avalúo de la tierra, fijó el precio de diferentes productos y se aseguró que el ingreso excedente llegara directamente a la tesorería.
El aumento de los ingresos era necesario para acrecentar su poderío militar y hacer frente a la amenaza de invasión. Introdujo una política de libre mercado, lo que redujo el precio de los artículos esenciales de consumo diario. Ala-ud-din fue el primer sultán en organizar un ejército y un sistema de espionaje permanente y pagado por el tesoro real. Además, se establecieron varios talleres para la fabricación de armamento y equipos de guerra.
Los mongoles amenazaron continuamente el norte de la India hasta 1306, cuando los problemas internos los obligaron a regresar a Transoxiana. Mientras tanto, Ala ud-din sometió a Guyarat, Malwa y al reino de Mewar, capturando dos importantes fuertes rajputs: Ranthambhor y Chitor. El sultán estaba en camino de constituir un imperio estable; sin embargo, sus planes se desvanecieron con los problemas en los reinos del norte y con la separación de Guyarat, Chitor y Devagiri.
Tras su muerte en 1316, hubo una guerra de sucesión entre sus hijos, Shibab-ud-din Omar Khan Khalji se convirtió en sultán de Delhi, pero fue asesinado rápidamente. Qutb-ud-din Mubarak Shah y Khusro Khan lo sucedieron en el trono. El reinado de Khusro Khan duró solo unos meses, fue asesinado por Ghazi Malik, el gobernador de Dipalpur. Ghazi Malik, más conocido como Ghiyath al-Din Tughluq, asumió el poder en 1320, lo que puso fin a la dinastía Khalji e inició la dinastía Tughluq.

### Dinastía tughluq (1320-1414)
La dinastía tughlaq duró cerca de un centenar de años. Durante este período, muchas partes de la India, como los estados del sur, se hicieron independientes. Produjo dos sultanes poderosos: Muhammad bin Tughlaq, y Firoz Shah Tughlaq. Ghiyath al-Din Tughlaq, un eficiente comandante militar, fue el primer gobernante de la dinastía. Tuvo ambiciones políticas similares a las de Ala-ud-din; sus campañas en Warangal, Orissa y Bengala retomaron el interés por consolidar un imperio, pero su política económica no se lo permitió. Las medidas tomadas por Ala-ud-din fueron anuladas o dejaron de aplicarse estrictamente; como resultado, el poder fue a parar de nuevo en manos de los nobles. Ghiyath al-Din Tughluq fue sucedido por Jauna Khan, que tomó el título de Muhammad bin Tughlaq, convirtiéndose en sultán en 1325. La política ejercida por Muhammad se pensó en términos de un imperio que cubría las regiones desde Peshawar en el norte, hasta Madurai en el sur, y desde el Sind en el oeste, hasta Assam en el este. Decidió cambiar la capital de Delhi a Daulatabad, llamada antes Devagiri, pensando que sería un lugar seguro y protegido de los ataques mongoles, lo cual no tuvo éxito. Además, aumentó los impuestos que ya gravaban al Doab, la fértil región entre los ríos Jamuna y Ganges.
Muhammad intentó mejorar la administración de su vasto imperio, y trató de reformar la moneda. Acuñó nuevas monedas de cobre, y ordenó que fueran usadas en lugar de las monedas de oro y plata. Sin embargo, faltó control en la acuñación, y eso creó mucha confusión en las transacciones. Por tanto, Muhammad dispuso el cambio de monedas de oro y plata por las monedas de cobre, lo cual supuso una tremenda presión para las arcas del tesoro. El fracaso de las medidas impuestas redujo su prestigio, implicó la pérdida del apoyo de los nobles y dio lugar a rebeliones y divisiones de las provincias. Su imperio comenzó a desintegrarse aún en vida. Murió en 1351, y fue sucedido por Firoz Shah Tughluq, quien tuvo éxito como reformador de la Administración.
A la muerte de Muhammad bin Tughlaq en 1351, su primo Firuz Shah ascendió al poder. El Califato Abasí lo reconoció como el gobernante legítimo; esto con la intención de que fungiera como intermediario con los gobernantes musulmanes del subcontinente. Su reinado se distinguió por dos aspectos: la aplicación de una política estabilizadora al interior y las campañas militares de reconquista y expansión. Se trató de un régimen armonioso, en particular el aspecto económico con reformas a los impuestos, control de la inflación y el impulso de la agricultura y la educación. No hubo conflictos políticos importantes pues la nobleza gozó de una posición privilegiada. Las campañas militares no fueron tan exitosas, con sólo algunos triunfos menores en las zonas cercanas a la capital. Esto se debió a las capacidades militares de Firuz Shah, así como la falta de condiciones materiales para emprender campañas a gran escala y en lugares distantes como Bengala.
A su muerte, ocurrida en 1388, se desató una guerra civil entre dos facciones: los que apoyaban al hijo de Firuz, Muhammad, y la que apoyaba a Giyath al-Din y Abu Bkr. El conflicto concluyó en 1389 con el ascenso de Muhammad al poder. La paz duró poco tiempo, pues en 1394 se desató de nuevo una disputa por el trono. A partir de entonces y hasta el final de la dinastía no existió ningún tipo de estabilidad política, debido a las circunstancias políticas del interior y también al debilitamiento gradual del Sultanato. Esta situación se agravó aún más con la invasión de Timur, el conquistador turco-mongol. La falta de defensas en la frontera noroccidental permitió la entrada de sus tropas a la península en 1397. Su argumento para la invasión fue el castigar a los gobernantes musulmanes por no aplicar la sharia, aunque en realidad su intención era el pillaje. El 18 de diciembre de 1398, las tropas de Timur saquearon Delhi. El Sultanato jamás se recuperó de este suceso. A partir de ese momento se volvió una potencial regional más en el panorama político del subcontinente. Su fragmentación provocó el surgimiento de gobiernos provinciales independientes, a partir de las iqtas otorgadas por Firuz Shah. En 1412 murió el último gobernante tughlaq, Mahmud Shah, lo que permitió el ascenso de Khidr Khan y el inicio de la dinastía sayyida.

### Dinastía sayyida (1414-1451)
La dinastía sayyida gobernó el Sultanato de Delhi de 1414 hasta 1451. El siglo XV fue un periodo de decadencia política. El Sultanato perdió su poder e influencia al interior y con los otros estados de la península. Khidr Khan, fundador de la dinastía, se sometió al gobierno del hijo de Timur, Shah Rukh. Los sultanatos independientes también buscaron ganarse el favor de este último. De ese modo, Shah Rukh ejerció influencia en los asuntos políticos del subcontinente. Los sayyidas fueron incapaces de ejercer su autoridad en su propio territorio y con príncipes locales hindúes y musulmanes. A partir de los 1440, los verdaderos gobernantes fueron los nobles afganos de la corte. Entre ellos se encontraba Bahlul Lodi, quien ocupó el Panyab y tomó Dehli, entrando a la ciudad en 1451.

### Dinastía Lodi (1451-1526)
La dinastía Lodi fue una dinastía pastún, última del Sultanato de Delhi. El gobierno Lodi fue un periodo de recuperación y crecimiento, ya que se reconquistaron algunos territorios del sur. En 1505, bajo el reino de Sikandar Lodi, se trasladó la capital a Agra. Este buscó consolidar su posición e imponerse sobre los nobles afganos, quienes habían alcanzado mucho poder. Ibrahim, el último gobernante Lodi, también buscó afianzar su autoridad sobre la nobleza. Estos conflictos provocaron la recesión de territorios como Bihar. Después de varias campañas en la región noroeste, Babur se enfrentó con el sultán en Panipat, el 20 de abril de 1526. La victoria de Babur puso en evidencia el estado del Sultanato, falto de apoyo y con una economía precaria. Esta batalla significó el fin y desintegración del Sultanato.

## Organización política y administrativa del Sultanato
El califa en Bagdad tenía poco o nada que ver con el sultanato, sin embargo era el jefe temporal del Islam y los otros reyes eran sus vasallos. Teóricamente, el sultán de Delhi era virrey del califa; en la práctica, la soberanía del sultán era absoluta. Era la autoridad judicial suprema, sujeta solamente a los principios de la sharia, la ley sagrada del Islam. La autoridad política, militar y administrativa era conferida al sultán. El mantenimiento de la ley y el orden era otro deber importante de los gobernantes del sultanato.
Para el buen funcionamiento de la administración, los sultanes de Delhi recurrían a la recaudación de impuestos. Entre las principales fuentes de ingreso estaba el impuesto a la tierra de los musulmanes (ushr), el impuesto a la tierra de los no musulmanes (kharaj) y el impuesto religioso recaudado de los no musulmanes (jizya). El sultán era asistido por diferentes ministros y oficiales, cuya elección y permanencia en el cargo dependían de los deseos del gobernante. Entre ellos, destacaba el ministro (wazir) encargado de la administración civil, el tesorero (khazin) y el inspector de los mercados (muhtasib).
El sultanato estaba dividido en provincias, cada una de ellas a cargo de un gobernador, llamado muqti, quien era responsable de la administración de la provincia y de cobrar los impuestos. El muqti era auxiliado por funcionarios encargados de determinar el monto exacto de los impuestos y su recaudación. La mayoría de las tierras estaba a disposición del sultán para que la donara o la asignara a sus funcionarios como pago a los servicios prestados. Esto se conocía como iqta o sistema de concesión de tierras, similar en muchos aspectos al sistema agrario dominante en el norte de la India en el periodo anterior al sultanato.
Era deber de los muqtis, o beneficiaros del iqta aportar soldados para el servicio del sultán; es decir, tenía que reclutarlos entre los labradores. El ejército del sultanato estaba compuesto por diversas clases de tropas. El ejército regular estaba formado por la guardia personal del sultán, pagados en efectivo o con la concesión de pequeños iqtas. Los soldados de leva, mantenidos por los muqtis y los iqtas, eran más numerosos que los que integraban el ejército regular. Éstos eran leales al sultán, pero eran propensos a la rebelión y en muchas ocasiones su lealtad se inclinó hacia el muqti.

## Economía del Sultanato
Al inicio del sultanato, la aldea seguía siendo la unidad económica básica y, en gran medida, la producción estaba destinada al consumo local. Sin embargo, hubo un cambio gradual y las zonas urbanas comenzaron a florecer una vez más, a medida que la demanda de productos aumentaba. La agricultura era la principal actividad económica. Ibn Battuta, explorador marroquí que viajó por la India, dejó un relato detallado de los cultivos producidos durante este periodo; además, señaló que el suelo era tan fértil que producía dos cosechas al año. Entre los productos agrícolas destacan: el arroz, la caña de azúcar, el trigo, la cebada y el sésamo.
Poco a poco, el comercio fue ganando terreno. Las ciudades se convirtieron en centros de comercio tanto interior como exterior. Cada ciudad tenía un mercado donde se congregaban los mercaderes y los negociantes; además, con regularidad, se celebran ferias alrededor de los templos. El consumo interno de artículos de lujo aumentó gracias a la creciente demanda del sultán y de la corte. Pero el interés mayor se orientó hacia el comercio exterior, cuyas bases se concentraban en las regiones costeras, donde las colonias de comerciantes extranjeros otorgaban a las ciudades un aire cosmopolita. El comercio ultramarino puso a la India en contacto con Europa y el resto de Asia. El comercio introdujo un sistema especial de pesos y medidas, fomentando también el uso del dinero. Las monedas acuñadas en la región de Delhi constituían el dinero que circulaba en las ciudades de todo el norte de la India. Las monedas de plata, conocidas como tanka, y las de oro, llamadas mohurs, se utilizaban principalmente para fines comerciales o en ocasiones especiales.

## Cultura del Sultanato
La presencia islámica en el subcontiente significó la transformación de los distintos modelos artísticos y culturales, en particular en el norte y el Decán. La entrada de nuevos grupos religiosos con predominio político en la región transformó las relaciones a nivel burocrático y social. El origen y desarrollo temprano de la cultura indo-islámica se encuentran en el Sultanato. En este periodo llegaron muchos migrantes provenientes del oriente de Irán, Khorasán y Afganistán, huyendo de la invasión y expansión mongolas. La lleganda de estos grupos contribuyó al desarrollo urbano. Se fundaron nuevas ciudades con función militar y gradualmente se dio paso al florecimiento artesanal y comercial. También sirvieron para la expansión del Islam. Debido al origen diverso de los distintos grupos del Sultanato, este se distinguió por su carácter heterogéneo. Hubo varios elementos que formaron un sentido de cohesión y uniformidad entre los migrantes nativos y los nativos conversos.
La llegada de grupos de otras regiones enriqueció el panorama lingüístico y literario de manera considerable. El persa y el turco fueron las lenguas administrativas del Sultanato, de la producción artística de la corte y de grupos religiosos sufíes. La presencia de estas lenguas también contribuyó al desarrollo y evolución tempranos de las lenguas vernaculares, en particular el hindavi. En la literatura la figura más famosa es el poeta y místico sufí Amir Khusrow (1253-1325), considerado el padre del qawwali.
El contacto e influencia mutua también se reflejó en las artes pictóricas, musicales y arquitectónicas. Se desarrollaron tendencias y corrientes artísticas de carácter pan-indio, además del desarrollo de vocabularios y preferencias regionales. Todos estos productos culturales surgen de una interacción e intercambios constantes entre distintos grupos étnicos y religiosos.

## Religión en el Sultanato
El islam entró a la península durante el siglo VIII con la conquista de la región del Sind, aunque fue durante el Sultanato cuando tuvo lugar el periodo de propagación y conversión entre la población nativa. Nunca dejó de ser una religión minoritaria. Tampoco fue posible aplicar con rigor la sharia, a pesar del reclamo de los ulemas y las tendencias ortodoxas de algunos sultanes.
También fue necesario negociar el estatus de las religiones originarias de la península, incluyéndolas en la categoría de dhimmis; podían seguir practicando su fe pero no hacer proselitismo ni construir nuevos lugares de culto. En algunos casos los sultanes favorecieron o se interesaron en estas religiones, colaborando con ellas o permitiendo que algunos de sus miembros desempeñaron cargos en el aparato burocrático.
El sufismo, la rama mística del Islam, tuvo presencia e influencia en todas las regiones del Sultanato. De las doce escuelas existentes, cuatro fueron las más extendidas en la península: la Chishti, la Suhrawardiya, la Qadiriya y la Naqshbandiya. Ejercían su influencia entre la corte y con la población local, sin importar su religión. Gozaron de una amplia libertad para el desarrollo de sus actividades. Tuvieron intercambios y fueron influidos por algunas sectas y grupos pertenecientes al hinduismo. Esto a su vez estimuló el surgimiento y desarrollo de místicos y posturas filosóficas y sincréticas como Kabir y Guru Nanak.

## Invasión mogola y caída del Sultanato

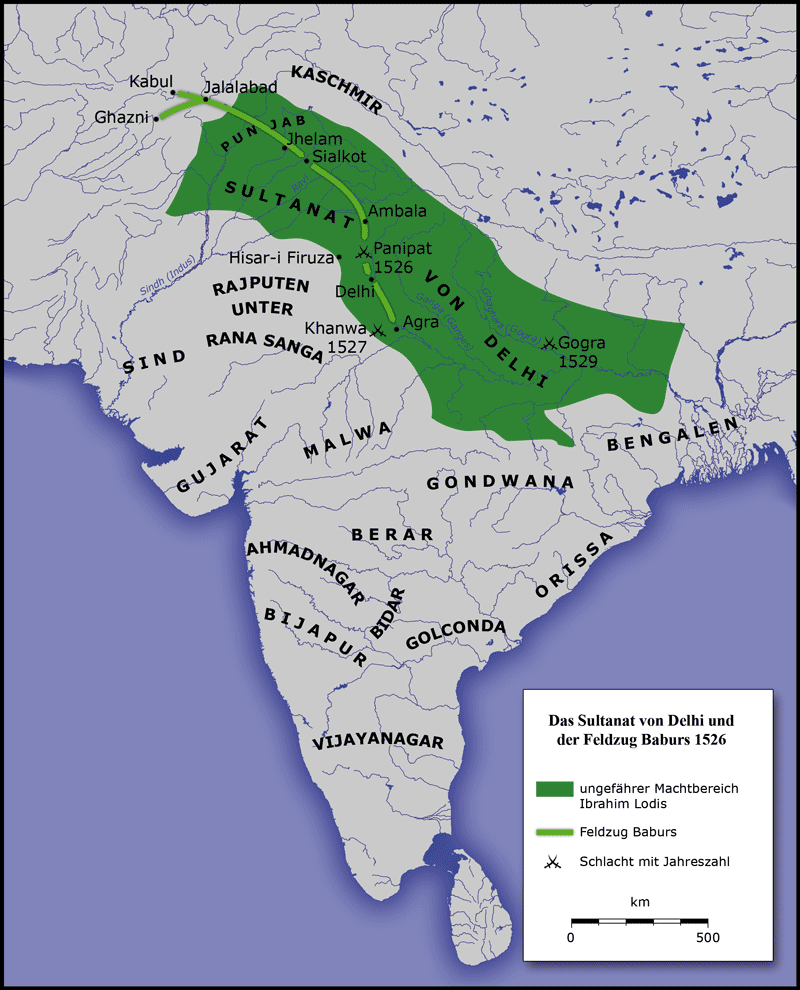
Sultanato de Delhi durante la invasión de Babur

Quizá, la mayor contribución del Sultanato fue su éxito temporal en aislar al subcontinente de la potencial devastación de las invasiones mongolas del siglo XIII. Sin embargo, la invasión de Timur en 1398, debilitó significativamente al sultanato de Delhi, que revivió brevemente bajo los Lodi antes de ser conquistado por Babur en 1526.

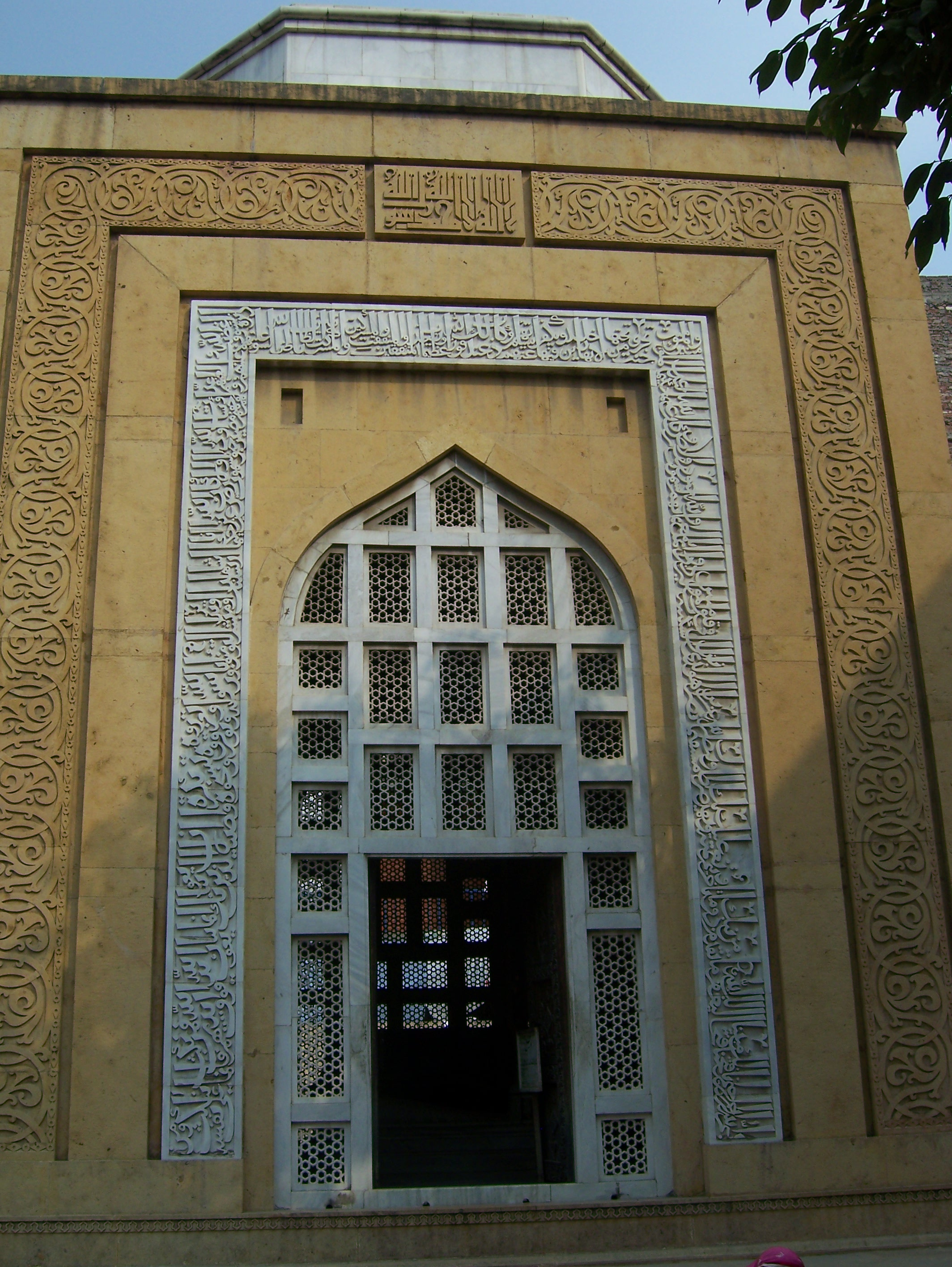
El mausoleo de Qutub ud Din Aibak en Anarkali, Lahore, Pakistán.

El último gobernante, Ibrahim Lodi, estaba grandemente disgustado con su corte. Tras la muerte de su padre, pudo dominar una breve rebelión de algunos de sus nobles, que deseaban a su hermano menor, Jalal Khan, como sultán, pero nunca los pudo pacificar por completo. Posteriormente, Daulat Khan, gobernador de Punjab, y Alam Khan, su tío, enviaron una invitación a Babur, gobernante de Kabul, para invadir Delhi.
Por su superior capacidad, experiencia guerrera, estrategia, y el apropiado uso de la artillería, Babur ganó la Batalla de Panipat en abril de 1526, en la que Ibrahim Lodi fue muerto en el campo de batalla. Babur ocupó Agra y Delhi, y la nueva dinastía gobernó hasta 1857.

## Sultanes

### Dinastía de los esclavos
- 1206-1210: Qutb-ud-din Aibak, nombrado Naib us Sultanat por Muhammad de Gur, primer sultán msulmán de la India
- 1210-1211: Aram Shah
- 1211-1236: Shams ud din Iltutmish, yerno de Qut-bud-din Aibak
- 1236: Rukn ud din Firuz, hijo de Iltutmish
- 1236-1240: Raziyyat-ud-din Sultana, hija de Iltutmish
- 1240-1242: Muiz ud din Bahram, hijo de Iltutmish
- 1242-1246: Ala ud din Masud, hijo de Ruk-nud-din
- 1246-1266: Nasir ud din Mahmud, hijo de Iltutmish
- 1266-1286: Ghiyas ud din Balban, exesclavo, yerno del sultán Nasir ud din Mahmud
- 1286-1290: Muiz ud din Qaiqabad, nieto de Balban y de Nasir-ud-din

### Dinastía khalji
- 1290–1296: Jalal ud din Firuz Khalji
- 1296–1316: Alauddin Khalji
- 1316: Umar Khan Khilji
- 1316–1320: Qutb ud din Mubarak Shah
- 1320: Khusro Khan

### Dinastía tughlaq
- 1320-1325: Ghiyath al-Din Tughluq[18]

Sultanato de Delhi bajo la dinastía Tughlaq:
Extensión a comienzos de la dinastía (1320)
Extensión en 1330

- 1325-1351 Muhammad bin Tughluq (1325–1351)
- 1351: Mahmud Ibn Muhammad (marzo de 1351)
- 1351-1388: Firuz Shah Tughluq
- 1388-1389: Ghiyath al-Din Tughluq II
- 1389-1390: Abu Bakr Shah
- 1390-1393: Nasir ud din Muhammad Shah III
- 1393: Sikander Shah I (marzo-abril)
- 1393-1413: Nasir-ud-Din Mahmud Shah Tughluq (sultán Mahmud II) en Delhi, hijo de Nasir uddin Muhammad, controla el este desde Delhi
- 1394-1414: Nasir uddin Nusrat Shah, nieto de Firuz Shah Tughluq, controla el oeste desde Firozabad

### Dinastía sayyida
- 1414-1421: Khizr Khan
- 1421-1434: Mubarak Shah
- 1434-1445: Muhammad Shah
- 1445-1451: Alam Shah

### Dinastía lodi
- 1451-1489: Bahlul Lodi
- 1489-1517: Sikandar Lodi
- 1517-1526: Ibrahim Lodi, derrotado por Babur en la batalla de Panipat